# STS-48
STS-48 e четиридесет и третата мисия на НАСА по програмата Спейс шатъл и тринадесети полет на совалката Дискавъри. Основната цел на тази мисия е извеждане в космоса на UARS.

## Екипаж
| Пост                    | Астронавт                              |
| ----------------------- | -------------------------------------- |
| Командир                | Джон Крайтън трети космически полет    |
| Пилот                   | Кенет Райтлер първи космически полет   |
| Специалист на мисията 1 | Джеймс Бакли четвърти космически полет |
| Специалист на мисията 2 | Чарлс Гимар втори космически полет     |
| Специалист на мисията 3 | Марк Браун втори космически полет      |

- Броят на полетите е преди и включително тази мисия.

## Полетът
Изстрелването е забавено с 14 минути и успешно осъществено на 12 септември в 07:11:04 UTC.
Основният полезен товар представлява спътник за изследване на горните слоеве на атмосферата UARS с тегло около 6500 кг. Неговото предназначение е подробно изследване на озоновия слой на Земята. Спътникът е изведен с помощта на дистанционния манипулатор Канадарм на третия ден от полета.
Допълнителен полезен товар са:
- Ascent Particle Monitor (APM);
- Middeck 0-Gravity Dynamics Experiment (MODE);
- Shuttle Activation Monitor (SAM);
- Cosmic Ray Effects and Activation Monitor (CREAM);
- Physiological and Anatomical Rodent Experiment (PARE);
- Protein Crystal Growth II-2 (PCG II-2);
- Investigations into Polymer Membrane Processing (IPMP);
- Air Force Maui Optical Site (AMOS) experiment.

Полетът е първият за тестване на електронен фотоапарат в космоса, произведен от Никон. Изображенията, получени по време на полета, са монохромни с размер 8 бита на пиксел (256 нива на сивото) и се съхраняват на преносим твърд диск. Изображенията могат да бъдат разглеждани и развитието на борда с помощта на преносим компютър, преди да бъдат предадени на Земята.
Тази мисия е втората след катастрофата на Чалънджър, планирана за приземяване в КЦ „Кенеди“ и първа, планирана за нощно кацане там. Поради лоши метеорологични условия във Флорида, совалката прави още една обиколка около Земята и се приземява в Базата на ВВС „Едуардс“ (Edwards Air Force Base) в Калифорния. Совалката е върната в КЦ „Кенеди“ на 26 септември 1991 г.

## Параметри на мисията
- Маса:
  - При старта: 108 890 кг
  - При кацането: 87 321 кг
  - Полезен товар: 7865 кг
- Перигей: 575 км
- Апогей: 580 км
- Инклинация: 57,0°
- Орбитален период: 96.2 мин

## Галерия
- Старта на мисия STS-48.
- Спътникът в товарния отсек на совалката
- Извеждането на спътника с помощта на Канадарм2